# Портрет царице из Балајнца
Портрет царице из Балајнца је налаз откривен на археолошком локалитету Кулине, у општини Мерошина, око 300 m западно од насеља Градиште, где је пронађено византијско утврђења мањих димензија. 
Портрет царице је бронзана глава која је вероватно припадала шупљој ливеној статуи. Откривена је случајно на месту где су се секле главне улице утврђења (лат. cardo и лат. decumanus). Сматра се да је налаз био део скулптуре на форуму. 
Портрет приказује младу жену, приближно природне висине, која има масивно изливен украс на глави, капу и дијадему. Претпоставља да приказује Еуфемију (жену Јустина I) или Јустинијанову жену Теодору. Налаз није прецизно датован. 
Велики број откривених налаза који су блиски балајначкој глави везују се за оријенталне радионице и показују александријске или сирске утицаје. Претпоставља се да је овај портрет је израђен између 520. и 530. у неком од уметничких центара на истоку или под његовим утицајем.
Једна од блиских аналогија је бронзана ваза у облику женског попрсја из конзерваторске палате у Риму.